# اریش کرمپل
اریش کرمپل (آلمانی: Erich Krempel; ۱۸ اوت ۱۹۱۳ – ۲۶ سپتامبر ۱۹۹۲) تیرانداز اهل آلمان بود.
وی در مسابقات کشوری و بین‌المللی در مجموع برندهٔ ۱ مدال نقره شده‌است.